# Adolf Wölfli

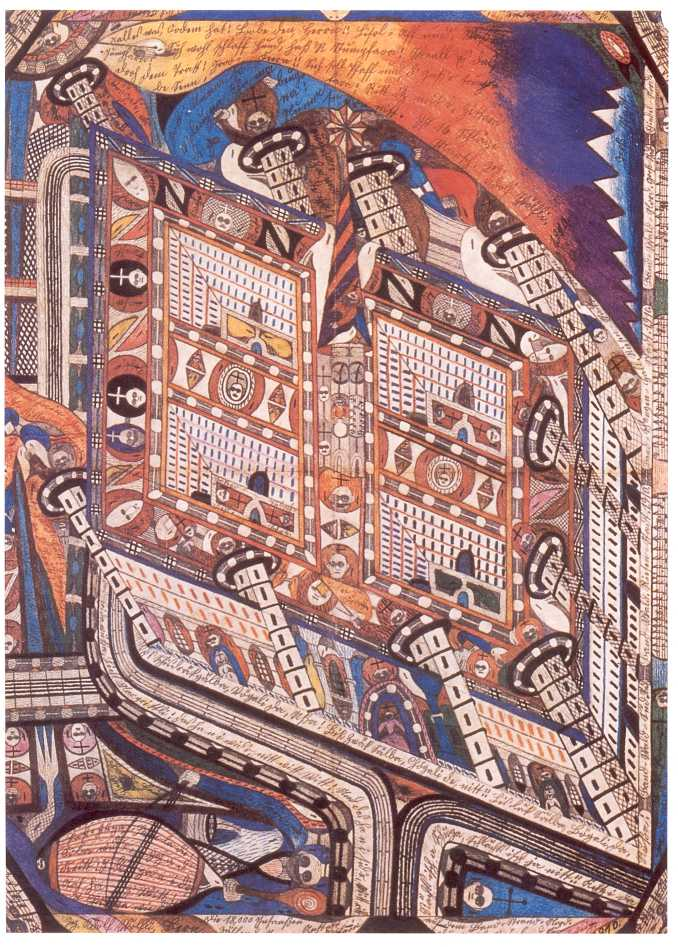
Irren-Anstalt Band-Hain (1910)

Adolf Wölfli (ur. 29 lutego 1864 w Bowil, zm. 6 listopada 1930 w Waldau) – szwajcarski artysta malarz i pisarz zaliczany do nurtu Art Brut.
Najmłodszy z siedmiorga dzieci kamieniarza i praczki, w dzieciństwie porzucony przez ojca alkoholika, osierocony przez matkę gdy miał 9 lat. Dorastał w rodzinach zastępczych, często był ofiarą fizycznej i psychicznej przemocy. W 1883 roku zaciągnął się do wojska. W 1890 roku skazany na dwa lata więzienia za napaść na tle seksualnym na dwie małe dziewczynki, po trzeciej napaści w 1895 uznany za szalonego i zamknięty w zakładzie dla chorych psychicznie w Waldau. Rozpoznano u niego schizofrenię. W pierwszych latach choroby był agresywny i psychotyczny; od 1904 roku objawy psychozy zaczęły stopniowo ustępować, wtedy Wölfli zaczął tworzyć pierwsze rysunki. Między 1904 a 1906 powstało kilkadziesiąt rysunków ołówkiem. Lekarze psychiatrzy zwrócili na nie uwagę, a jeden z nich, Walter Morgenthaler, kupił kilka prac i zaopatrywał artystę w materiały. Morgenhalter opublikował też pracę poświęconą Wölfliemu, Ein Geisteskranker als Künstler.
Kolekcja dzieł Wölfliego oraz rękopis jego autobiografii znajdują się w Berneńskim Kunstmuseum.